# Жагліни
Жагліни (пол. Żagliny) — село в Польщі, у гміні Сендзейовиці Ласького повіту Лодзинського воєводства.
Населення — 250 осіб (2011).
У 1975-1998 роках село належало до Серадзького воєводства.

## Демографія
Демографічна структура станом на 31 березня 2011 року:
|          | Загалом | Допрацездатний вік | Працездатний вік | Постпрацездатний вік |
| -------- | ------- | ------------------ | ---------------- | -------------------- |
| Чоловіки | 127     | 34                 | 80               | 13                   |
| Жінки    | 123     | 21                 | 74               | 28                   |
| Разом    | 250     | 55                 | 154              | 41                   |